# صافي الناتج المادي
كان صافي الناتج المادي - بالإنجيليزية Net Material Product وتختصر(NMP) - المؤشر الرئيسي لنمو الاقتصاد الكلي الذي يستخدم في رصد الحسابات القومية للبلدان الاشتراكية خلال الحقبة السوفيتية. وشملت هذه البلدان الاتحاد السوفيتي وجميع أعضاء الكوميكون. حيث يعادل مؤشر صافي الناتج المادي مؤشر الناتج المحلي الإجمالي (GDP) في نظام الأمم المتحدة للحسابات القومية، على الرغم من أن المؤشرين يتم حسابهما رقميًا بطريقتين مختلفتين.